# The Goldfish Problem
"The Goldfish Problem" es el primer episodio de la miniserie de televisión estadounidense Moon Knight, basada en Marvel Comics que presenta al personaje Moon Knight. Sigue a Steven Grant a medida que comienza a enterarse de su trastorno de identidad disociativo (TID) y el misterio mortal que involucra a los dioses egipcios en el que está involucrada su otra identidad, Marc Spector. El episodio está ambientado en el Universo Cinematográfico de Marvel (MCU), compartiendo continuidad con las películas de la franquicia. Fue escrita por el escritor principal Jeremy Slater y dirigida por Mohamed Diab.
Oscar Isaac interpreta a Marc Spector/Moon Knight y Steven Grant, junto a May Calamawy, Karim El-Hakim, F. Murray Abraham y Ethan Hawke. Slater se unió a la serie en noviembre de 2019 para desempeñarse como escritor principal y productor ejecutivo, mientras que Diab se unió en octubre de 2020 para dirigir cuatro episodios de la serie. El rodaje tuvo lugar en los Estudios Origo de Budapest, con rodajes en exteriores de Hungría y Eslovenia.
"The Goldfish Problem" se estrenó en Disney+ el 30 de marzo de 2022. El episodio recibió críticas en su mayoría positivas de los críticos, quienes elogiaron las actuaciones de Isaac y Hawke y su salida tonal del MCU, pero algunos señalaron la falta de desarrollo de la trama.

## Trama
Steven Grant es un trabajador del Museo Británico que espera convertirse en guía turístico utilizando su conocimiento del Antiguo Egipto; después del trabajo realiza diversas actividades y por las noches lidia con problemas de insomnio. Después de irse a dormir una noche, se encuentra despertando en los Alpes austriacos, presenciando una reunión de un culto dirigido por el fanático religioso Arthur Harrow, quien exige un escarabajo que Grant, sin saberlo, tenía en su poder. Se escapa de Harrow y sufre ocasionalmente apagones donde sin entender, se saca de encima a sus adversarios; en un último momento, casi muere, pero una misteriosa voz en su cabeza lo salva. 
Después de despertarse en su casa, empieza a notar varias rarezas como el cambio de su pez y principalmente, faltar a una cita que tenía programada; allí Grant se da cuenta de que han pasado dos días desde que se fue a dormir. Más tarde encuentra un teléfono oculto y una tarjeta de acceso en el piso de su apartamento, y mientras busca entre las llamadas perdidas de una mujer llamada Layla, ella lo llama. Grant se confunde aún más cuando ella lo llama "Marc"; tras ello tiene alucinaciones con una extraña figura. 
Al día siguiente, Grant se encuentra a Harrow en el trabajo, quien le revela que es un sirviente de la diosa egipcia Ammit y se sorprende al ver que Grant, tras someterse a su balanza, tiene caos en su alma; Grant aprovecha para irse. Más tarde esa noche, Harrow convoca a un monstruo parecido a un chacal que ataca y persigue a Grant en el museo. Justo cuando Grant es acorralado por el monstruo en el baño, su reflejo en el espejo le dice a Grant que lo deje tomar el control. Grant está de acuerdo, transformándose en un guerrero encapuchado que mata al monstruo.

## Producción

### Desarrollo
En agosto de 2019, Marvel Studios anunció que se estaba desarrollando una serie basada en Moon Knight para el servicio de transmisión Disney+. Ese noviembre, Jeremy Slater fue contratado para servir como el escritor principal de la serie,  mientras que el director egipcio Mohamed Diab estaba listo para dirigir cuatro episodios para octubre de 2020, incluido el primero.  Slater y Diab son productores ejecutivos junto con Kevin Feige, Louis D'Esposito, Victoria Alonso, Brad Winderbaum y Grant Curtis de Marvel Studios y la estrella Oscar Isaac.  El primer episodio, titulado "The Goldfish Problem",  fue escrito por Slater,  y se lanzó en Disney+ el 30 de marzo de 2022.

### Escritura
Diab quería incluir la escena de "comedia negra" en la que Steven Grant pide un bistec, a pesar de ser vegano, como una forma de mostrar que el DID no solo se estaba desmayando, sino que estaba "destruyendo su vida, incluso su vida romántica" y una manera para que la audiencia se conecte con Grant.

### Casting
El episodio está protagonizado por Oscar Isaac como Marc Spector/Moon Knight y Steven Grant, May Calamawy como Layla El-Faouly, Karim El-Hakim y F. Murray Abraham como el intérprete en el set y la voz de Khonshu, respectivamente, y Ethan Hawke como Arthur Harrow.  También aparecen Lucy Thackeray como Donna, Saffron Hocking como Dylan, Shaun Scott como Crawley y Alexander Cobb como JB. 

### Diseño
La secuencia de título principal de la serie fue diseñada por Perception. Los créditos finales de cada episodio presentan una nueva fase de la luna, comenzando con una luna creciente en este episodio. 

### Filmación y efectos visuales
El rodaje tuvo lugar en Origo Studios en Budapest,  con Diab dirigiendo,  y Gregory Middleton como director de fotografía. La filmación de locaciones ocurrió en todo Budapest y en Eslovenia, con el rodaje en Szentendre, Hungría, a principios de mayo de 2021. Hawke sugirió la escena introductoria de Harrow en la que pone fragmentos de vidrio en sus sandalias porque quería que el personaje tuviera su "dibujo de página completa" que los villanos obtienen en los cómics. Al notar que tenía un bastón pero no cojeaba, comenzó a pensar en "personas espirituales que se vuelven locas, que se enojan con su propio orgullo espiritual, y con qué frecuencia eso se vuelve hacia adentro y ves que secretamente se lastiman a sí mismas en algunos camino y odiándose a sí mismos".
Los efectos visuales para el episodio fueron creados por Union VFX, Framestore, Soho VFX, Zoic Studios, Mammal Studios y Crafty Apes.

### Música
Las canciones "Every Grain of Sand" de Bob Dylan, "A Man Without Love" de Engelbert Humperdinck y "Wake Me Up Before You Go-Go" de Wham! aparecen en el episodio. 

## Marketing
Antes del lanzamiento del episodio, Marvel lanzó un póster de un pez dorado en una licuadora. Los comentaristas notaron la falta de contexto en el lanzamiento, pero sintieron que el pez era lo suficientemente importante para la historia en el episodio o la serie como para justificar que aparezcan en un póster. Se incluyó un código QR en el episodio que permitió a los espectadores acceder a una copia digital gratuita del cómic debut de Moon Knight, Werewolf by Night #32. Después del lanzamiento del episodio, Marvel anunció productos inspirados en el episodio como parte de su promoción semanal "Marvel Must Haves" para cada episodio de la serie, incluidos Moon Knight Funko Pops, Marvel Legends, Hot Toys y figuras, carteles y accesorios de Marvel Select y prendas de vestir. 

## Recepción

### Audiencia
La aplicación de seguimiento de espectadores Samba TV informó que el estreno fue visto por aproximadamente 1,8 millones de hogares en los primeros cinco días de lanzamiento. Esto estuvo detrás del estreno de Loki (2,5 millones) y estuvo empatado con el estreno de Falcon and the Winter Solier, que logró esa audiencia durante tres días. Samba TV también informó que Moon Knight fue visto por 277,000 hogares en el Reino Unido, 88,000 en Alemania y 11,000 en Australia en ese mismo período de tiempo.
Según Nielsen Media Research, que mide la cantidad de minutos vistos por el público estadounidense en los televisores, Moon Knight fue la quinta serie original más vista en los servicios de transmisión durante la semana del 28 de marzo al 3 de abril con 418 millones de minutos vistos. Esta fue la cantidad más baja de minutos para todas las series de acción en vivo del MCU en Disney+, pero no muy lejos de WandaVision (434 millones) y The Falcon and the Winter Soldier (495 millones). Moon Knight fue la serie principal en los Estados Unidos durante la semana que finalizó el 3 de abril según JustWatch. 

### Respuesta crítica
El sitio web del agregador de reseñas Rotten Tomatoes informa un índice de aprobación del 92% con una calificación promedio de 8.00/10, según 24 reseñas. El consenso crítico del sitio dice: "The Goldfish Problem' plantea más preguntas de las que responde sobre la identidad de este nuevo héroe, pero la actuación variada de Oscar Isaac responde con firmeza por qué los espectadores deberían quedarse por más".
Leah Marilla Thomas de Vulture le dio al episodio 4 de 5 estrellas, diciendo que el misterio de Grant y Spector como parte del trastorno de identidad disociativo del personaje era "un giro divertido en el tropo de 'identidad secreta' en la ficción de superhéroes y un lugar convincente para comenzar" las series. Ella notó cómo la serie parecía estar manejando su violencia más brutal al hacer que ocurriera durante los apagones de Grant cuando cambia a Spector, lo que le permite a Disney + "tener su pastel y comérselo también". Matt Fowler de IGN le dio al episodio un 7 sobre 10, diciendo que podría ser un poco desconcertante lo desconectada que parecía estar la serie del resto de la MCU, especialmente después de que la serie anterior de Disney+ estaba fuertemente ligada a la película Avengers: Endgame. (2019). Fowler comparó el episodio con uno de la serie de Marvel Television que no tenía conexiones con el MCU, aunque dijo que "por ahora funciona, ya que Steven está en una prisión cerebral muy extraña, por así decirlo". En conclusión, Fowler disfrutó de las actuaciones de Isaac y Hawke, pero argumentó que el episodio dejó a los espectadores con muchas preguntas.
Escribiendo para The AV Club, Manuel Betancourt le dio al episodio una "B+", elogiando la decisión de presentar los apagones de Grant como una táctica de narración, dándole al episodio un "ritmo narrativo diferente" de cualquiera de las series anteriores del MCU. Betancourt también elogió la actuación de Isaac como Grant y dijo que, como resultado, la pregunta más importante del episodio fue "¿Qué le está pasando a Steven Grant?" a diferencia de "¿Quién es Moon Knight, de todos modos?"  Kristen Howard de Den of Geek calificó el episodio como una "introducción bastante sólida" al mundo de la serie, y que parecía que a Isaac se le concedió "la libertad de interpretación al nivel de Johnny Depp en Piratas del Caribe" al interpretar a Grant. Howard dijo que era refrescante ver un programa de MCU sin una "cantidad ambiciosa" de huevos de Pascua del MCU más amplio y llamó a la versión del MCU Grant en comparación con la versión de los cómics "ciertamente bastante irritante", pero estaba interesado en ver la personalidad de Grant en contraste con Spector. Le dieron al episodio 3 de 5 estrellas.
El episodio fue objeto de bombardeos de reseñas en IMDb y los puntajes de audiencia de Rotten Tomatoes debido a la mención del episodio del genocidio armenio, y los negadores dijeron que el episodio estaba actuando como propaganda.  

### Elogios
Slater fue nominado a Mejor guion en una serie de transmisión limitada o de antología en los 2nd Hollywood Critics Association TV Awards por su trabajo en el episodio. 